# إد ليندكويست
إد ليندكويست (بالإنجليزية: Ed Lindquist)‏ هو سياسي أمريكي، ولد في 14 فبراير 1938 في بورتلاند في الولايات المتحدة. حزبياً، نشط في الحزب الديمقراطي. وقد انتخب عضو مجلس نواب أوريغون.